# Rodan (kaiju)
Rodan (ラドン Radon?) es un monstruo ficticio, o kaiju, que apareció por primera vez como el personaje principal en la película de Ishirō Honda de 1956, Rodan, producida y distribuida por Toho. Después de su aparición independiente, Rodan aparecería en numerosas entregas de la franquicia de Godzilla, incluyendo San Daikaijū: Chikyū Saidai no Kessen, Kaijū Daisensō, Kaijū Sōshingeki, Godzilla vs. Mechagodzilla II y Godzilla: Final Wars, así como en la película producida por Legendary Pictures Godzilla: King of the Monsters.
Rodan es representado como una especie colosal, prehistórica e irradiada de Pteranodon. 

## Visión general

### Nombre
El nombre japonés Radon es una contracción de Pteranodon. La pronunciación de Radon en japonés también corresponde al nombre de Ladon, el monstruo parecido a un dragón o un pájaro en la mitología griega. 
Se cambió a Rodan para los mercados de habla inglesa para evitar confusiones con el elemento radón.

## Desarrollo
Al igual que con Godzilla, el escritor Ken Kuronuma recurrió a los animales prehistóricos para inspirarse en el desarrollo del personaje, aunque a diferencia del primero, cuya especie se deja ambigua en gran medida, se dice explícitamente que Rodan es una especie de Pteranodon. Así como Godzilla fue concebido como un símbolo de una amenaza nuclear estadounidense, Rodan fue visto como una encarnación del mismo peligro originario de la Unión Soviética.
La aparición debut de Rodan fue la primera y única vez que el personaje recibió un color castaño. Originalmente tenía una cara amenazante con un pico dentado, que desaparecería en encarnaciones posteriores a medida que el personaje se volviera más heroico. Rodan fue retratado a través de una combinación de trajes y marionetas con cable para secuencias de vuelo. Durante las secuencias con traje, Haruo Nakajima interpretó a Rodan, quien casi se ahoga cuando los cables que sostenían el traje de 150 libras sobre un tanque de agua se rompieron. En San Daikaijū: Chikyū Saidai no Kessen, el traje Rodan era visiblemente de menor calidad que el anterior, tenía una cara más cómica, un cuello grueso que apenas ocultaba la forma de la cabeza del artista y alas triangulares. La modificación de la cara del personaje fue deliberada, ya que Rodan estaba destinado a ser un personaje slapstick en lugar del trágico villano visto en su debut en el cine. Se construyó un nuevo traje para Kaijū Daisensō que se parecía más al primero, con alas más redondeadas y una cara más elegante. La cara elegante se mantuvo en Kaijū Sōshingeki, aunque las alas y el área del pecho se diseñaron groseramente.
Rodan fue revivido en Godzilla vs. Mechagodzilla II de 1993, esta vez retratado completamente a través de una marioneta manipulada con alambre y títeres de mano. Habiendo recibido críticas por su énfasis en las secuencias de batalla que dependen en gran medida de rayos, el artista de efectos especiales Koichi Kawakita buscó hacer que la confrontación entre Godzilla y Rodan fuera lo más física posible.

## MonsterVerse
En 2014, Legendary Pictures anunció que habían adquirido los derechos de Rodan, Mothra y King Ghidorah de Toho para usarlos en su MonsterVerse.
Rodan aparece en una escena poscréditos de Kong: Skull Island. Se ve en las pinturas rupestres que lo muestran a él, Mothra, King Ghidorah y Godzilla.
Una llamada de casting confirmó que Rodan, Mothra y el Rey Ghidorah aparecerían en Godzilla: King of the Monsters. La publicidad viral lo describe como un kaiju titánico con la estructura esquelética de un Pteranodon y una piel similar al magma que sirve como armadura de placas. El sitio web promocional de la película, Monarch Sciences, identifica la isla ficticia de la Isla de Mara, en la costa este de México, como la ubicación de Rodan y lo describe con una altura de 154 pies (46,94 m) con un peso de 39 043 toneladas y una envergadura de 871 pies (265,48 m), por lo que es la versión más baja del personaje, pero también la más pesada y la que tiene la mayor envergadura. También se afirma que es lo suficientemente poderoso como para destruir ciudades con truenos generados por sus alas.
En Godzilla: King of the Monsters, el coronel Alan Jonah usa a la Dra. Emma Russell para que el dispositivo ORCA despierte a Rodan de la rama mexicana de Monarch. Con Rodan despertado, los jets de Monarch lo llevan a luchar contra King Ghidorah donde es derrotado. Después de que Godzilla aparentemente es asesinado por el destructor de oxígeno, Rodan se vuelve sumiso a este último antes de ser derrotado por Mothra en Boston y luego cambiar su lealtad a Godzilla después de que Ghidorah es destruido. Durante los créditos de la película se muestran capturas de noticias que señalan que tras la batalla anidó en el Monte Fuji.

## Rugido
El grito del personaje fue creado por el técnico de sonido Ichiro Minawa, quien intentó replicar la  "técnica de contrabajo" que el compositor Akira Ifukube usó para Godzilla. Lo superpuso con una voz humana acelerada. El sonido sería remezclado y reutilizado para varios otros monstruos Toho, incluida la segunda encarnación de King Ghidorah y Battra.

## Apariciones
- Rodan (1956)
- Valley of the Dragons (1961, cameo)
- San Daikaijū: Chikyū Saidai no Kessen (1964)
- Kaijū Daisensō (1965)
- Kaijū Sōshingeki (1968)
- Chikyū Kogeki Meirei Gojira tai Gaigan (1972, cameo)
- Godzilla tai Megalon (1973, cameo)
- Mechagodzilla no Gyakushū (1975, cameo)
- Godzilla vs. Mechagodzilla II (1993)
- Godzilla: Final Wars (2004)
- Godzilla: Planeta de monstruos (2017, esqueleto)
- Godzilla: King of the Monsters (2019)